# Gamasiphis incisus
Gamasiphis incisus är en spindeldjursart som beskrevs av Wolfgang Karg 1993. Gamasiphis incisus ingår i släktet Gamasiphis och familjen Ologamasidae. Inga underarter finns listade i Catalogue of Life.